# Kościół św. Marcina w Stanicy
Kościół św. Marcina w Stanicy − zabytkowa murowana świątynia rzymskokatolicka w Stanicy w województwie śląskim.
Właścicielem kościoła jest parafia w Stanicy.

## Historia
Kościół murowany wzniesiono po uprzednim rozebraniu wcześniejszego drewnianego w 1803. Decyzję o budowie nowej świątyni podjął ostatni opat cystersów z Rud Bernard Andreas Galbiers. Budowę ze strony zakonu nadzorował o. Grzegorz Walentin. Pracami murarskimi kierował mistrz budowlany z Raciborza Jan Langer. Orientowany kościół w stylu klasycystycznym poświęcono w 1804. Remont budynku przeprowadzono w 1994. Dach został pokryty blachą miedzianą. We wnętrzu kościoła znajdują się polichromie.